# Face (película de 2004)
Face (페이스,Face) es una película de terror coreana del 2004.

## Trama
Hyun-min, especialista en reconstrucción facial, decide dejar el Instituto Nacional de Investigación Científica, ya que su hija está cada día más enferma. Un día una investigadora llamada Sun-young aparece en su casa con una calavera, la cuarta que han hallado en un río.
Hyun-min no quiere ayudarle en la reconstrucción, y Sun-young desaparece dejando la calavera delante de su casa. Hyun-min comienza a tener pesadillas y alucinaciones, se da cuenta de que el corazón trasplantado a su hija proviene de alguna de las víctimas y comienza a trabajar en la cuarta calavera. Con la ayuda de Sun-young, finalmente la reconstruye. Sin embargo, una vez conocida la identidad de la víctima, él cae en un mundo más profundo de pesadillas y alucinaciones.

## Reparto
- Yun-ah Song	 ...	Jeong Seon-yeong
- Hyeon-jun Shin	 ...	Lee Hyeon-min
- Seung-wook Kim
- Seok-Hwan An
- Won-hui Jo
- Jae-ho Song
- Ye-rin Han
- Ju-ran Lee
- Cheong-jo Son
- Suk-Won Chang	 ...	Dong-chul
- Su-a Hong